# 尤利安·科布
尤利安·科布（德語：Julian Korb；1992年3月21日—）是一位德國足球運動員，在場上的位置是中場。他現在效力於德國足球乙級聯賽球隊荷尔斯泰因基尔。